# Valiha (plante)
Genre
Valiha est un genre de plantes de la famille des Poaceae.

## Liste d'espèces
Selon BioLib (9 décembre 2018), Catalogue of Life (9 décembre 2018), ITIS (9 décembre 2018), World Checklist of Selected Plant Families (WCSP) (9 décembre 2018), The Plant List (9 décembre 2018) et Tropicos (9 décembre 2018) :
- Valiha diffusa S.Dransf. (1998)
- Valiha perrieri (A.Camus) S.Dransf. (1998)